# 1905 год в театре
1905 год в театре

## Персоналии

### Родились
- 2 января — Василий Чхаидзе — актёр театра и кино, заслуженный артист Грузинской ССР.
- 10 января — Аркадий Трусов, советский актёр театра и кино, заслуженный артист РСФСР (1942).
- 2 февраля — Андрей Василевский, советский театральный актёр, заслуженный артист РСФСР.
- 11 февраля — Галина Кравченко, советская балерина, актриса театра и кино, заслуженная артистка РСФСР.
- 25 февраля — Павел Вирский, советский балетмейстер, народный артист СССР, лауреат Сталинской и Государственной премии СССР.
- 1 апреля — Олег Жаков, советский актёр театра и кино, народный артист СССР (1969).
- 1 мая — Александр Борисов, советский актёр театра и кино, трижды лауреат Станиской премии, народный артист СССР (1951), Герой Социалистического Труда.
- 18 июня — Эрика Ханка, австрийская артистка балета, балетмейстер.
- 22 июня — Гурген Арутюнян, советский актёр, народный артист Азербайджанской ССР.
- 15 июля — Александр Хвыля, советский актёр театра и кино, лауреат Сталинской премии, народный артист РСФСР.
- 5 сентября — Мета Лутс, эстонская и советская актриса театра и кино. Заслуженная артистка Эстонской ССР.
- 23 ноября — Ангелина Степанова, советская актриса, народная артистка СССР, театральный деятель.
- 28 декабря — Гегам Арутюнян, армянский советский актёр, народный артист Армянской ССР.
- Зундуйн Цэндэхуу, монгольский театральный деятель, актёр, режиссёр. Народный артист МНР (1955).

### Скончались
- май 1905, Канны — Каролина Розати, итальянская балерина.
- 28 сентября — Эмилия Бергбум, финский театральный деятель.
- 19 октября (1 ноября) 1905 года в Санкт-Петербурге — Сергей Легат, русский танцовщик, балетмейстер и педагог балета.